# Identity (álbum)
Identity es el único álbum de la sociedad Zee, compuesta por el teclista de Pink Floyd, Richard Wright, y el músico de New Romantic, Dave Harris. El álbum no tuvo promoción, y fue considerado como un proyecto efímero y sin resultados, principalmente por el uso de sintetizadores Fairlight CMI, que le da un aspecto electrónico. Fue relanzado como CD en 1984.

## Lista de canciones
Todos las canciones por Richard Wright y Dave Harris.
1. "Confusion" -4:17
2. "Voices" -6:21
3. "Private Person" -3:36
4. "Strange Rhythm" -6:36
5. "Cuts Like A Diamond" -5:36
6. "By Touching" -5:39
7. "How Do You Do It" -4:45
8. "Seems We Were Dreaming" -4:57
9. "Eyes Of A Gypsy" -4:13
  - Bonus track de la versión en casete.

## Músicos
- Richard Wright: Teclados, piano, batería, percusión, fairlight, voz.
- Dave Harris: Guitarras, bajo, teclados, batería, percusión, fairlight, voz

## Créditos
- "Identity", de Zee.
- Richard Wright y Dave Harris
- Richard Wright de Pink Floyd presenta su nuevo proyecto nunca lanzado en CD, junto a Dave Harris.
- Catálogo: 2401011 (LP)
- Producido por Richard Wright y Dave Harris.
- Lanzado por Atlantic Records, en Estados Unidos, y Harvest/EMI en Inglaterra, 1984. Lanzado como CD EMI en 1987.
- Co-producioón: Tim Palmer
- Ingeniero de Sonido: Tim Palmer
- Grabado en Rectory Studio (Cambrigde), septiembre de 1983.
- Arreglos y mezcla por Utopía (Londres)
- Todos los temas de Richard Wright y Dave Harris.
- Letras de Dave Harris
- Música y arreglos de Richard Wright.
- Diseño de Dave Harris
- Fotografía de Paul Cox

- Datos: Q1091480